# ポール・ダノ
ポール・ダノ（Paul Dano, [ˈdeɪnoʊ]、本名: Paul Franklin Dano, 1984年6月19日 - ）は、アメリカ合衆国の俳優。

## 生い立ち
ニューヨーク生まれ。サラという名前の妹がいる。子供のころにコネチカット州ウィルトンに移り、そこで育つ。高校卒業後は再びニューヨークへ渡り、演劇を専攻した。

## キャリア
10歳の頃にスカウトされて、12歳の時にブロードウェイ・デビュー。ジョージ・C・スコット、チャールズ・ダーニングらそうそうたるメンバーとの共演舞台だった。17歳の時にブライアン・コックスと共演した『L.I.E.』で映画デビュー。2005年にはガエル・ガルシア・ベルナル主演の『キング 罪の王』やアカデミー賞受賞俳優ダニエル・デイ＝ルイス主演の『The Ballad of Jack and Rose』へ出演。若くして多くのベテラン俳優たちと共演して、引けを取らない演技を披露。2006年公開の『リトル・ミス・サンシャイン』の根暗な一家の長男役や、2007年公開でダニエル・デイ＝ルイスと再共演を果たした『ゼア・ウィル・ビー・ブラッド』のポール/イーライ役で注目を集め、後者の作品では英国アカデミー賞 助演男優賞にノミネートされた。

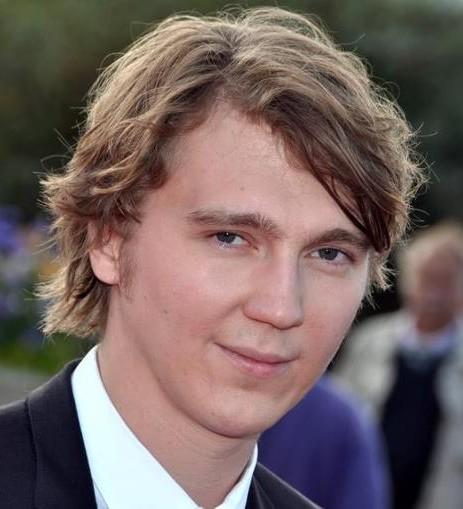
2012年、ドーヴィル・アメリカン映画祭にて

出演作品では共演者に恵まれており、ダニエル・デイ＝ルイス、マイケル・ケイン、ブラッド・ピット、アラン・アーキン、ブルース・ウィリス、トム・クルーズ、ハリソン・フォード、ロバート・デ・ニーロなど名高い俳優たちとの共演作品が多い。舞台ではイーサン・ホークが演出家デビューしたオフ・ブロードウェイ作品にも出演した。今後控える作品にも注目が集まる若手俳優の一人である。

### 音楽活動
Mookというバンドで、ギターを担当している。

## 私生活
2007年より女優のゾーイ・カザンと交際している。2012年にカザンが脚本を手がけた『ルビー・スパークス』において、劇中でも恋人同士を演じている。カザンとの間には2018年8月に女児が生まれている。

## フィルモグラフィ
※役名の太字表記は主演。

### 映画
| 年   | 題名                                                  | 役名                                | 備考                                          | 日本語吹替                         |
| ---- | ----------------------------------------------------- | ----------------------------------- | --------------------------------------------- | ---------------------------------- |
| 2002 | 卒業の朝 The Emperor's Club                           | マーティン・ブライス                |                                               | 保志総一朗                         |
| 2004 | ガール・ネクスト・ドア The Girl Next Door             | クリッツ                            | 日本劇場未公開                                | 佐藤せつじ                         |
| 2004 | テイキング・ライブス Taking Lives                     | 若いマーティン・アッシャー          |                                               | 浪川大輔（ソフト版、テレビ朝日版） |
| 2005 | ジャック&ローズのバラード The Ballad of Jack and Rose | Thaddius                            | （吹替版なし）                                |                                    |
| 2005 | キング 罪の王 The King                                | ポール・サンダウ                    | TBA                                           |                                    |
| 2006 | リトル・ミス・サンシャイン Little Miss Sunshine       | ドウェイン・フーヴァー              | 小野大輔                                      |                                    |
| 2006 | ファーストフード・ネイション Fast Food Nation         | ブライアン                          | TBA                                           |                                    |
| 2007 | ゼア・ウィル・ビー・ブラッド There Will Be Blood      | ポール・サンデー イーライ・サンデー | 内田夕夜                                      |                                    |
| 2007 | ダーク・サファラー Light and the Sufferer             | ダン                                | 日本劇場未公開                                | TBA                                |
| 2009 | ウッドストックがやってくる! Taking Woodstock          | フォルクス・ワーゲンの男            |                                               | （吹替版なし）                     |
| 2009 | かいじゅうたちのいるところ Where the Wild Things Are  | アレクサンダー                      | 声の出演                                      | 庄司将之                           |
| 2010 | ナイト&デイ Knight and Day                            | サイモン・フェック                  |                                               | 平川大輔                           |
| 2010 | ミークス・カットオフ Meek's Cutoff                    | Thomas Gately                       | （吹替版なし）                                |                                    |
| 2011 | カウボーイ & エイリアン Cowboys & Aliens              | パーシー・ダラーハイド              | 平川大輔                                      |                                    |
| 2012 | ロバート・デ・ニーロ エグザイル Being Flynn           | ニック・フリン                      | 日本劇場未公開                                | 前野智昭                           |
| 2012 | ルビー・スパークス Ruby Sparks                        | カルヴィン・ウィアフィールズ        | 兼製作総指揮                                  | 川田紳司                           |
| 2012 | LOOPER/ルーパー Looper                                | セス                                |                                               | 寸石和弘                           |
| 2013 | プリズナーズ Prisoners                                | アレックス・ジョーンズ              | 寸石和弘（ソフト版） 浪川大輔（BSジャパン版） |                                    |
| 2013 | それでも夜は明ける 12 Years a Slave                   | ジョン・ティビッツ                  | 関雄                                          |                                    |
| 2014 | ラブ&マーシー 終わらないメロディー Love & Mercy       | 1960年代のブライアン・ウィルソン    | （吹替版なし）                                |                                    |
| 2015 | グランドフィナーレ Youth                              | ジミー・ツリー                      | 浅沼晋太郎                                    |                                    |
| 2016 | スイス・アーミー・マン Swiss Army Man                 | ハンク                              | 平川大輔                                      |                                    |
| 2018 | ワイルドライフ Wildlife                               | N/A                                 | 監督・脚本・製作                              | N/A                                |
| 2022 | THE BATMAN-ザ・バットマン- The Batman                 | エドワード・ナッシュトン / リドラー |                                               | 石田彰                             |
| 2022 | フェイブルマンズ The Fabelmans                        | バート・フェイブルマン / サミーの父 | 内田夕夜                                      |                                    |
| 2023 | ダム・マネー ウォール街を狙え! Dumb Money             | キース・ギル                        | （吹替版なし）                                |                                    |
| 2024 | スペースマン Spaceman                                 | ハヌーシュ                          | 声の出演                                      | 浪川大輔                           |
| TBA  | The Wizard of the Kremlin                             | ウラジスラフ・スルコフ              |                                               |                                    |

#### WEB配信映画
| 年   | 題名                           | 役名                     | 配信局  | 備考     | 日本語吹替 |
| ---- | ------------------------------ | ------------------------ | ------- | -------- | ---------- |
| 2017 | オクジャ/okja Okja             | ジェイ                   | Netflix |          | 林勇       |
| 2021 | THE GUILTY/ギルティ The Guilty | マシュー・フォンテノット | Netflix | 声の出演 | TBA        |

### テレビシリーズ
| 放映年    | 題名                                                       | 役名                   | 備考                                               | 日本語吹替     |
| --------- | ---------------------------------------------------------- | ---------------------- | -------------------------------------------------- | -------------- |
| 2002-2004 | ザ・ソプラノズ 哀愁のマフィア The Sopranos                 | Patrick Whalen         | 第4シーズン第6話「後悔」 第5シーズン第13話「永訣」 | TBA            |
| 2016      | 戦争と平和 War & Peace                                     | ピエール・ベズーホフ   | ミニシリーズ、計6話出演 2016年9月25日よりNHKで放映 | 加瀬康之       |
| 2018      | エスケープ・アット・ダンネモラ〜脱獄〜 Escape at Dannemora | デヴィッド・スウェット | ミニシリーズ、計7話出演                            | （吹替版なし） |
| 2022      | サタデー・ナイト・ライブ Saturday Night Live               | 本人                   | 「Zoë Kravitz/Rosalía」                            | N/A            |
| 2022-2023 | Pantheon                                                   | Caspian Keyes          | 計16話声の出演                                     | N/A            |
| 2024      | Mr.&Mrs. スミス Mr. & Mrs. Smith                           | ハリス                 | 計3話出演                                          | 内田夕夜       |
| 2025      | ザ・スタジオ The Studio                                    | 本人                   | 第1話「出世」                                      | 斎藤寛仁       |

## 受賞とノミネート
『ラブ&マーシー 終わらないメロディー』
- 第25回ゴッサム・インディペンデント映画賞・主演男優賞[8]
- 第36回ボストン映画批評家協会賞・主演男優賞[9]